# Isaak Iselin

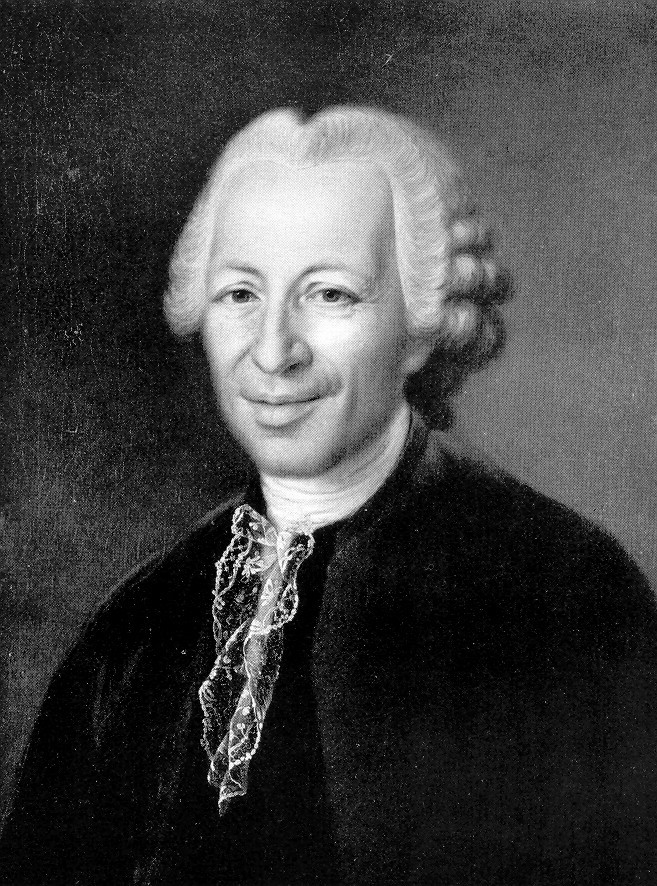
Isaak Iselin

Isaak Iselin (* 7. März 1728 in Basel; † 15. Juli 1782 ebenda) war ein schweizerischer, vielfältig engagierter publizistisch tätiger Geschichtsphilosoph in der Zeit der Aufklärung.

## Leben

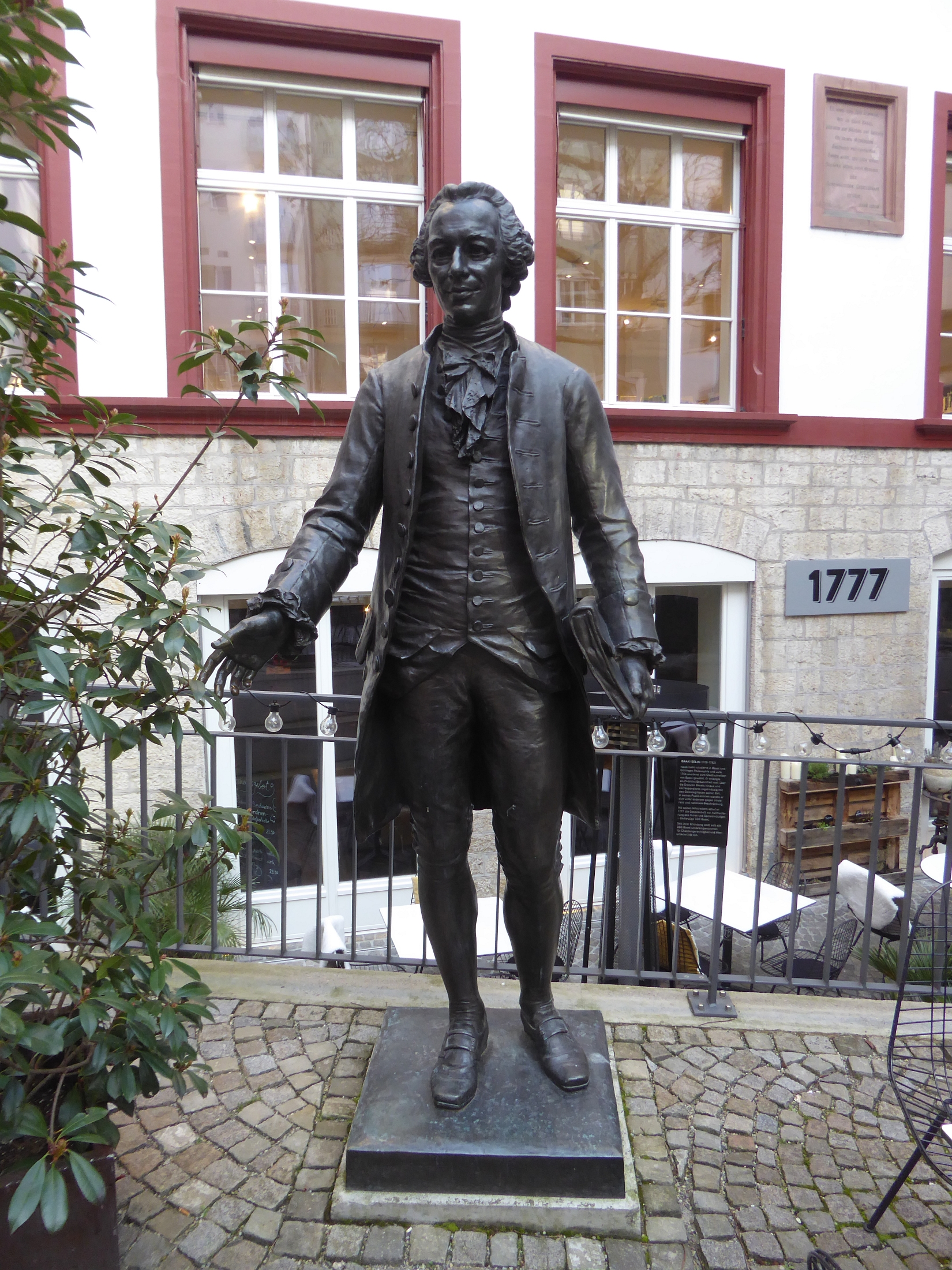
Iselin-Standbild 1891. Von Karl Alfred Lanz im Schmiedenhof in Basel.

Sein Vater war der 1748 in Basel verstorbene Kaufmann und Seidenbandfabrikant Christoph Iselin (1699–1748).

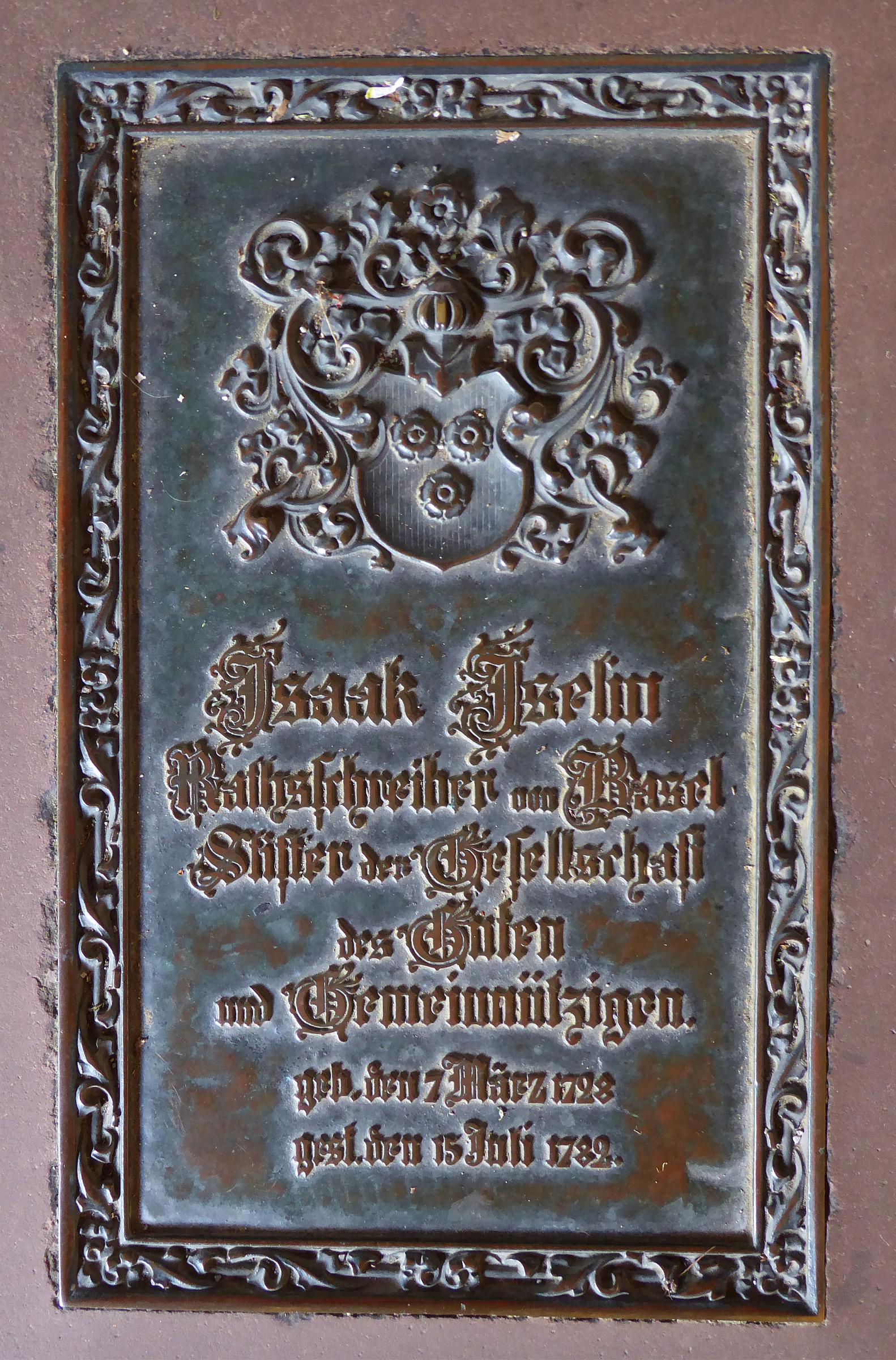
Isaak Iselin (1728–1782) Epitaphien (Grabtafeln) im gotischen Doppelkreuzgang (15. Jh.) im Basler Münster.

Ab 1742 studierte Isaak Iselin in Basel Philosophie und schloss diesen Studiengang als Magister Artium ab. Danach begann er, wiederum in Basel, das Studium der Jurisprudenz. 1747 wechselte er an die juristische Fakultät der Universität Göttingen. 1751 wurde Iselin im Anschluss an einen Parisaufenthalt in seiner Heimatstadt Basel zum Thema „Observationes historicae miscellaneae“ zum Doctor iuris utriusque promoviert.
Nachdem Bemühungen des Privatdozenten Iselin um ein Staatsamt oder eine Professur gescheitert waren, verlegte Iselin seine berufliche Tätigkeit zunehmend auf den publizistischen Sektor. 1755 erschienen die Philosophischen und patriotischen Träume eines Menschenfreundes, die Iselin erste Anerkennung als Schriftsteller verschafften.
1756 wurde Iselin zum Ratsschreiber der Stadt Basel berufen, welches Amt er mit kurzer Unterbrechung von 1758 bis 1760 bis zu seinem Tod innehatte. In dieser Eigenschaft korrespondierte er mit einer Vielzahl von prominenten Persönlichkeiten seiner Zeit.
Auch seine sozialpolitische und pädagogische schriftstellerische Tätigkeit setzte Iselin fort: 1764 erschien seine großangelegte Geschichte der Menschheit. Ab 1767 wirkte er an der Allgemeinen deutschen Bibliothek Friedrich Nicolais mit. 1776 veröffentlichte Iselin die Träume eines Menschenfreundes. Als Publizist war er Philanthrop und Physiokrat. Gegen die Ideen Jean-Jacques Rousseaus sah dieser Aufklärer die Geschichte als linearen Fortschritt zur Humanität. Von 1776 bis 1778 und von 1780 bis 1782 war er Herausgeber der Ephemeriden der Menschheit. Iselin wird als Affiliierter des Illuminatenordens angeführt. Er war Freund und Förderer Johann Heinrich Pestalozzis.
1761 gehörte Iselin zu den Mitbegründern der Helvetischen Gesellschaft, die er 1764 präsidierte. Diese wurde im Bad Schinznach gegründet. 1777 war er Hauptinitiant und Gründungsmitglied der Gesellschaft zur Aufmunterung und Beförderung des Guten und Gemeinnützigen, kurz Gemeinnützige Gesellschaft oder GGG genannt.
Seine über die Heimatstadt weit hinausreichende Bedeutung erlangte Iselin als Begründer der spekulativ-universalistischen Geschichtsphilosophie im deutschsprachigen Raum. Damit wurde Geschichte zum ersten Mal philosophisch verstehbar.
Zusammen mit seiner Gattin Helena Forcart (1740–1810) hatte Isaak Iselin insgesamt neun Kinder, die zweite Tochter war die Pädagogin  Anna Maria Preiswerk-Iselin.

## Denkmal in Basel
1891 wurde im Schmiedenhof ein vom Berner Bildhauer Karl Alfred Lanz entworfenes ganzfiguriges Denkmal von Isaak Iselin aufgestellt, finanziert von einem Urenkel des Geehrten. Vorangegangen war eine Ende 1888 von der Gesellschaft zur Beförderung des Guten und Gemeinnützigen ausgeschriebene Konkurrenz, zu der die bekanntesten Schweizer Bildhauer eingeladen worden waren. Darunter befand sich auch der Basler Ferdinand Schlöth, der zwar ein Modell ausarbeitete, dieses aber letztlich nicht einreichte.

## Werke
- Philosophische Muthmassungen über die Geschichte der Menschheit. (2 Bände, Frankfurt und Leipzig; zuerst 1764 anonym erschienen, 2. Auflage Zürich 1768)
  - Band 2 enthielt eine „Charte der Menschheit“.
- Vermischte Schriften. 2 Bände, Zürich 1770.

Ausgaben
- Gesammelte Schriften. Kommentierte Ausgabe. Schwabe Verlag, Basel 2014–2018.
  - Band 1: Schriften zur Politik. Hrsg. von Florian Gelzer, 2014, ISBN 978-3-7965-3339-6.
  - Band 2: Schriften zur Ökonomie. Hrsg. von Lina Weber, 2016, ISBN 978-3-7965-3442-3.
  - Band 3: Schriften zur Pädagogik. Hrsg. von Marcel Naas, 2014, ISBN 978-3-7965-3340-2.
  - Band 4: Geschichte der Menschheit. Hrsg. von Sundar Henny, 2018, ISBN 978-3-7965-3497-3 (open access).